# Gibson Brothers
Gibson Brothers es un grupo de música procedente de Martinica. Sus mayores éxitos son Qué será mi vida (un número cinco en el UK Singles Chart del Reino Unido en 1980), Cuba (1978) y Mariana (1980).
Ellos mismos definen su género como "disco salsa", al hacer una mezcla de sonidos latinos con música disco. Su mayor momento de fama fue durante el final de la década de 1970 y comienzos de la de 1980.

## Miembros
La banda estaba compuesta por los hermanos Chris Gibsón (vocalista frontal, percusión), Patrick Gibsón (vocales, batería) y Alex Gibsón (vocales, teclados) Patrick Gibsón falleció el 4 de abril de 2020 por COVID-19

## Sencillos
| Año  | Canción            | US Club Play Chart | UK Singles Chart |
| ---- | ------------------ | ------------------ | ---------------- |
| 1979 | "Cuba"             | 9                  | 12               |
| 1979 | "Oooh What a Life" | 48                 | 10               |
| 1980 | "Qué Será Mi Vida" | 8                  | 5                |
| 1980 | "Mariana"          | -                  | 11               |

## Compositores
Los más grandes éxitos de los Gibson Brothers fueron escritos y producidos por Daniel Vangarde y Jean Kruger, quien también creó éxitos para Ottawan, Sheila B. Devotion y otros. Vangarde (también conocido como Daniel Bangalter) es el padre de Thomas Bangalter de Daft Punk.